# Иржавец (Ичнянский район)
Иржа́вец (укр. Іржавець) — село,
Иржавецкий сельский совет,
Ичнянский район,
Черниговская область,
Украина.
Код КОАТУУ — 7421785601. Население по переписи 2015 года составляло 733 человек.
Является административным центром Иржавецкого сельского совета, в который
не входят другие населённые пункты.

## Географическое положение
Село Иржавец находится у одного из истоков реки Смош,
ниже по течению на расстоянии в 1,5 км расположено село Ступаковка.
На реке сделано несколько запруд.
Через село проходит автомобильная дорога Т-2515.

## История
- Вблизи села Иржавец обнаружено раннеславянское поселение Черняховской культуры (II—VI вв.).
- 1600 год — дата основания как село Ржавец.
- Первое письменное упоминание о селе относится к 1724 году [1].
- В селе была Троицкая церковь после отмены полкового устройства Борзненский уезд Черниговского наместничества [2]
- В 1859 году в селе владельческом и козачем Ржавец бала церковь, 2 ярмарки, 4 завода и 501 двор где проживало 2236 человек (1115 мужского и 1121 женского пола)[3]
- В 1911 году в селе Ржовец была Троицкая церковь, земская и церковно-приходская школы, и 2994 жителя (1512 мужского и 1474 женского пола)[4]

## Объекты социальной сферы
- Школа.
- Детский сад.
- Дом культуры.
- Медпункт.

## Известные люди
- Кобзарь Грицько
- Ревуцкий, Валерьян Дмитриевич (1910-2010) — украинский театральный деятель, критик, театровед.
- Ревуцкий, Дмитрий Николаевич (1881-1941) — украинский советский музыковед, фольклорист, литературовед.
- Ревуцкий, Лев Николаевич (1889—1977) — украинский советский композитор, Народный артист СССР, Лауреат Сталинской премии второй степени и Государственной премии УССР имени Тараса Шевченко, академик АН Украинской ССР, Герой Социалистического Труда.
- Стороженко, Николай Ильич — русский учёный, литературовед, шекспировед.